# Anevrism cerebral
Anevrismul cerebral, cunoscut și ca anevrism vascular cerebral este o afecțiune a creierului care se manifestă printr-o zonă slăbită sau umflată și dilatații anormale care apar la nivelul unei artere cerebrale. În general, cauzele anevrismelor cerebrale sunt defecte din naștere, infecții micotice cerebrale și traumele cerebrale.

## Clasificare
Există trei tipuri de anevrisme cerebrale, care se formează în moduri diferite, toate aflându-se însă la nivelul creierului:

### Anevrismul cerebral sacular
Acesta se manifestă prin leziuni rotunde, fiind cel mai comun tip de anevrism cerebral în cazul adulților. Se formează la baza creierului la bifurcația a două artere.

### Anevrismul cerebral fuziform
Anevrismul fuziform apare printr-o dilatație de-a lungul peretelui vasului de sânge și se dezvoltă pe toate părțile arterei. Acest tip de anevrism cerebral este întâlnit foarte rar.

### Pseudoanevrismul
Se caracterizează printr-un risc de hemoragie și ruptură mai mare decât anevrismul cerebral real. Pseudoanevrismul apare atunci când apare o deschizătură în peretele unei artere, curgerea sângelui fiind blocată de țesutul din jurul arterei.

## Factori de risc
Cele mai multe anevrisme cerebrale apar la adulți, în special la cei cu vârsta de peste 40 de ani. Pe lângă vârsta înaintată, anevrismele cerebrale pot fi cauzate și de:
- hipertensiunea arterială
- fumatul în exces
- infecții ale sângelui
- traumatisme cerebrale
- consumul excesiv de alcool

Se pare că anevrismele cerebrale sunt întâlnite mai des la persoanele de sex feminin, din cauza nivelului ridicat de estrogen.

## Simptome
În general, anevrismele cerebrale prezintă simptome care pot fi observate de pacienți doar atunci când sunt rupte. Acestea se pot manifesta prin:
- migrenă
- greață și vomă
- confuzie
- stare de leșin
- probleme vizuale (vedere dublă sau încețoșată)
- pierderea cunoștinței
- convulsii[18][19]

De cele mai multe ori, anevrismele cerebrale nerupte nu prezintă simptome. Totuși, ele pot cauza uneori:
- pleoape lăsate
- amorțeală pe o parte a feței
- durere deasupra și în spatele ochilor

## Diagnostic
Pentru stabilirea unui diagnostic, medicii pot efectua tomografii, angiografii cerebrale (raze x), imagistica prin rezonanță magnetică (IRM) sau puncția lombară.

### Evaluarea Simptomelor
Pentru evaluarea simptomelor, medicii folosesc scala de severitate a hemoragiei subarahnoidiene, numită și scala Hunt și Hess:
| Grad     | Descriere                                                              |
| -------- | ---------------------------------------------------------------------- |
| Gradul 0 | Anevrism nerupt                                                        |
| Gradul 1 | Pacientul nu prezintă simptome sau prezintă cefalee moderată           |
| Gradul 2 | Pacientul are deficit neurologic staționar                             |
| Gradul 3 | Nervii cranieni III și IV prezintă pareze, cefalee moderată sau severă |
| Gradul 4 | Există starea de confuzie și apare somnolența                          |
| Gradul 5 | Pacientul se află în comă, prezintă tulburări vegetative și hemipareză |
| Gradul 6 | Pacientul este muribund și se află în comă profundă                    |

### Complicații

##### Vasospasmul arterial
Această complicație se poate manifesta la aproximativ 5-10 zile de la apariția hemoragiei. Sângele se degradează în afara vaselor, iritând peretele vascular și ducând la apariția vasospasmului. De asemenea, este diminuată cantitatea de sânge care ajunge în creier, existând riscul apariției unor accidente vasculare ischemice.

##### Hidrocefalia
Hidrocefalia este o complicație gravă care apare în urma blocării căilor de resorbție a lichidului cefalorahidian care rămâne blocat în craniu și exercită presiune asupra acestuia.

##### Decesul
În cazul anevrismelor cerebrale rupte, aproximativ 40% dintre cazuri sunt fatale. Dintre aceștia, în jur de 66% rămân cu probleme neurologice permanente. Aproximativ 25% de pacienți cu anevrisme cerebrale rupte mor în primele 24 de ore, iar pentru alți 25% decesul apare în următoarele 6 luni, în urma complicațiilor.

## Tratament
Tratarea anevrismul cerebral poate fi influențată de mai mulți factori, cum ar fi tipul de anevrismul (dacă este rupt sau nerupt), vârsta, condiția medicală, mărimea și localizarea anevrismului. De obicei, se iau în considerare următoarele tratamente:

### Neurochirurgia
Este realizată o secțiune în craniu și se introduce un obiect metalic pentru a bloca curgerea sângelui în zona afectată. Pentru anevrismele mai grave se poate implanta un stent în interiorul arterei care deversează sângele din anevrism.

### Tratamentul endovascular
Această procedură include inserarea unor spirale metalice în vasele de sânge pentru umflarea acestora, prevenind astfel hemoragia. După administrarea anesteziei generale este introdus un tub numit cateter printr-o arteră din mână sau din zona inghinală. Procedura este realizată cu ajutorul fluoroscopiei. Există riscul formării cheagurilor de sânge, iar medicii pot prescrie medicamente care să împiedice acest lucru în următoarele luni.
Tratarea anevrismelor cerebrale nu este recomandată pentru pacienții foarte înaintați în vârstă sau cu probleme medicale grave.

## Legături externe
Materiale media legate de anevrism intracranian la Wikimedia Commons